# Winthemia communis
Winthemia communis là một loài ruồi trong họ Tachinidae.